# Listopad 2010
1. listopadu – pondělí
- Teroristé z al-Káidy zadržovali v bagdádském katolickém kostele na 120 rukojmí. Po pokusu o jejich osvobození zemřelo více než 50 lidí.[1]

3. listopadu – středa
- Ve věku 72 let zemřel Viktor Černomyrdin, ruský politik, někdejší ministerský předseda Ruské federace.[2]

6. listopadu – sobota
- Historicky prvním českým mistrem světa v olympijské disciplíně ve veslování se stal Ondřej Synek, když vyhrál finále skifu na novozélandském jezeře Karapiro u Hamiltonu.[3]
- Oštěpařka Barbora Špotáková byla počtvrté za sebou vyhlášena českým Atletem roku.[4]

7. listopadu – neděle
- Karel Abraham se stal historicky třetím českým vítězem závodu Grand Prix silničních motocyklů, když vyhrál ve třídě Moto2 závod ve Valencii.[5]

8. listopadu – pondělí
- Ve večerních hodinách byl ve svém domě zastřelen jediný předseda někdejšího československého federálního Ústavního soudu Ernest Valko.[6]

11. listopadu – čtvrtek
- Novým předsedou Ústavního soudu Republiky Slovinsko se stal Ernest Petrič.[7]

12. listopadu – pátek
- Ve věku 76 let zemřel polský hudební skladatel Henryk Górecki.[8]

13. listopadu – sobota
- V odpoledních hodinách byla propuštěna z domácího vězení známá barmská disidentka a nositelka Nobelovy ceny míru Aun Schan Su Ťij.[9]
- Ve věku 85 let zemřel známý český psychiatr a manželský poradce Miroslav Plzák.[10]

14. listopadu – neděle
- Německý závodník Sebastian Vettel jezdící za tým Red Bull Racing se stal nejmladším mistrem světa v historii Formule 1.[11]

15. listopadu – pondělí
- Archeologové otevřeli hrob dánského astronoma Tychona Braheho v Týnském chrámu v Praze za účelem objasnění jeho smrti.[12]

17. listopadu – středa
- Česko si připomíná uzavření českých vysokých škol a popravu 9 studentů v roce 1939 a sametovou revoluci z roku 1989, která vedla k pádu komunismu v tehdejší Československé socialistické republice.

18. listopadu – čtvrtek
- Švýcarsko: Vědci v částicovém urychlovači LHC u Ženevy vytvořili antihmotu. [13]

20. listopadu – sobota
- Novým předsedou KDU-ČSL byl na mimořádném sjezdu konaném ve Žďáru nad Sázavou zvolen Pavel Bělobrádek.

23. listopadu – úterý
- Severokorejské dělostřelectvo zaútočilo na malý jihokorejský ostrov Jon-pchjong, zabilo na něm dva příslušníky námořnictva a dva obyvatele a způsobilo materiální škody na civilních domech.[14]

28. listopadu – neděle
- Ve věku 84 let zemřel Leslie Nielsen, kanadský herec působící v USA.[15]